# Список банков, лишённых лицензии в 2013 году (Россия)

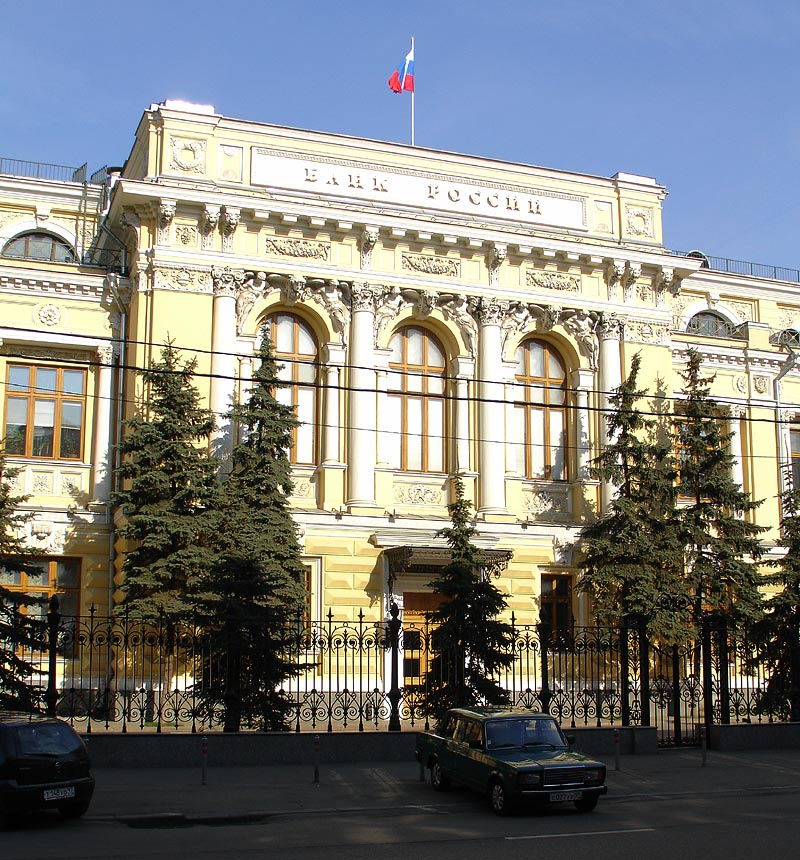
Здание Центрального Банка России на Неглинной

В список включены все кредитные организации России, у которых в 2013 году была отозвана или аннулирована лицензия на осуществление банковской деятельности.
В 2013 году Центральным Банком России были отозваны 32 лицензии у кредитных организаций, из которых 29 лицензий были отозваны у банков и 3 — у небанковских кредитных организаций, также у 12 банков лицензии были аннулированы. Большая часть решений об отзыве лицензий у банков пришлась на вторую половину года. Так в первой половине года за шесть месяцев было отозвано и аннулировано 7 лицензий, во второй половине года лицензий лишалось от 5 до 7 кредитных организаций в месяц. Наиболее заметный эффект на экономику оказал отзыв лицензий у банка «Пушкино», Мастер-банка и Инвестбанка. В 2013 году Агентством по страхованию вкладов были проведены существенные выплаты вкладчикам.
Ситуация с отзывом лицензий получила широкий резонанс в обществе, подверглась анализу различными экспертами и даже получила комментарии президента России. Центральному Банку России пришлось принять специальные информационные меры, чтобы остановить волну паники среди вкладчиков.
Основной причиной для отзыва лицензий у банков в 2013 году стало нарушение банковского законодательства. Кроме того, среди наиболее распространенных проблем оказались нарушение требований статей 6 и 7 Федерального закона № 115-ФЗ, существенная недостоверность отчетности и величина размера собственных средств ниже минимального значения уставного капитала.

## Легенда
Список разбит на два раздела по полугодиям 2013 года. Внутри разделов организации отсортированы по месяцам, внутри месяца по датам закрытия, внутри одной даты по номеру документа об отзыве или аннулировании лицензии.

| Таблица: - Дата — дата отзыва/аннулирования лицензии. - Приказ — номер приказа или иного документа об отзыве/аннулировании лицензии. - Регион — населённый пункт или регион регистрации банка. - АСВ — является ли кредитная организация участником системы страхования вкладов. - Причина — основные причины отзыва или аннулирования лицензии организации. Выделение строк цветом: - — выделение светло-зелёным цветом означает, что лицензия организации была аннулирована. - — выделение светло-жёлтым цветом означает, что лицензия организации была отозвана. | Сокращения: - АБ — акционерный банк. - АКБ — акционерный коммерческий банк. - ЗАО — закрытое акционерное общество. - КБ — коммерческий банк. - МКБ — муниципальный коммерческий банк. - НКО — небанковская кредитная организация. - ОАО — открытое акционерное общество. - ООО — общество с ограниченной ответственностью. - РНКО — расчетная небанковская кредитная организация. |

## 1 полугодие
В разделе приведены все кредитные организации, у которых в 1-м полугодии 2013 года была отозвана или аннулирована лицензия.
| Наименование                                                               | Основ. | Лиц.  | Дата       | Приказ        | Регион     | АСВ | Причина | Прим.                                  |
| -------------------------------------------------------------------------- | ------ | ----- | ---------- | ------------- | ---------- | --- | --- | -------------------------------------- |
| Январь                                                                     |        |       |            |               |            |     | |                                        |
| ООО АКБ «Экспресс»                                                         | 1994   | 3084  | 21.01.2013 | ОД-20         | Махачкала  | Да  | Неисполнение федеральных законов, регулирующих банковскую деятельность. Неисполнение нормативных актов Банка России. Существенная недостоверность отчетности. | [ 2 ] [ 3 ] [ 4 ] [ 6 ] [ 7 ] [ 8 ]    |
| Март                                                                       |        |       |            |               |            |     | |                                        |
| РНКО «Сулак»                                                               | 1990   | 749-К | 01.03.2013 | ОД-109        | Кизилюрт   | Нет | Нарушение требований Федерального закона № 115-ФЗ. | [ 2 ] [ 3 ] [ 4 ] [ 9 ] [ 10 ] [ 11 ]  |
| ООО КБ «СТРОМКОМБАНК»                                                      | 1991   | 404   | 12.03.2013 | 2137711002911 | Красноярск | Нет | Присоединён к ООО «Экспобанк». | [ 3 ] [ 4 ] [ 12 ] [ 13 ] [ 14 ]       |
| ООО АБ «Банк Развития Предпринимательства» («БРП»)                         | 1994   | 2836  | 22.03.2013 | ОД-135        | Москва     | Нет | Неисполнение федеральных законов, регулирующих банковскую деятельность. Неисполнение нормативных актов Банка России.                                          | [ 2 ] [ 3 ] [ 4 ] [ 15 ] [ 16 ] [ 17 ] |
| Июнь                                                                       |        |       |            |               |            |     | |                                        |
| ООО «Сибирский банк развития бизнеса» («Сиббизнесбанк»)                    | 1993   | 2539  | 25.06.2013 | 2137711007762 | Сургут     | Нет | Присоединён к ООО «Экспобанк». | [ 2 ] [ 3 ] [ 4 ] [ 18 ] [ 19 ] [ 20 ] |
| ОАО «Акционерный Банк „Рост“»                                              | 1993   | 2589  | 26.06.2013 | 2137711007674 | Москва     | Нет | Присоединён к банку «Казанский», при этом объединенный банк получил наименование ОАО «Рост Банк».                                                             | [ 3 ] [ 4 ] [ 21 ] [ 22 ]              |
| ОАО «Белгородский промышленно-строительный банк» («Белгородпромстройбанк») | 1992   | 1816  | 28.06.2013 | 2137711008180 | Белгород   | Нет | Присоединён к ОАО АКБ «Металлинвестбанк», получил наименование Белгородский филиал ОАО АКБ «Металлинвестбанк».                                                | [ 3 ] [ 4 ] [ 23 ] [ 24 ] [ 25 ]       |

## 2 полугодие
В разделе приведены все кредитные организации, у которых во 2-м полугодии 2013 года была отозвана или аннулирована лицензия.
| Наименование                                                                                        | Основ. | Лиц.   | Дата       | Приказ         | Регион      | АСВ | Причина | Прим.                                     |
| --------------------------------------------------------------------------------------------------- | ------ | ------ | ---------- | -------------- | ----------- | --- | --- | ----------------------------------------- |
| Июль                                                                                                |        |        |            |                |             |     | |                                           |
| ООО «Махачкалинский городской муниципальный банк» («МГМБ»)                                          | 1994   | 3192   | 08.07.2013 | ОД-354         | Махачкала   | Да  | Неисполнение федеральных законов, регулирующих банковскую деятельность. Неисполнение нормативных актов Банка России. Нарушение требований Федерального закона № 115-ФЗ. | [ 2 ] [ 3 ] [ 4 ] [ 26 ] [ 27 ] [ 28 ]    |
| ОАО «Липецкий областной банк» («Липецкоблбанк»)                                                     | 1992   | 1794   | 08.07.2013 | ОД-356         | Липецк      | Да  | Неисполнение федеральных законов, регулирующих банковскую деятельность. Неисполнение нормативных актов Банка России. Низкая достаточность капитала банка. Недостаточный размер собственных средств. | [ 2 ] [ 3 ] [ 4 ] [ 29 ] [ 30 ] [ 31 ]    |
| ОАО «НОМОС-Банк-Сибирь»                                                                             | 1990   | 410    | 08.07.2013 | 2137711008521  | Новосибирск | Нет | Присоединены к ОАО «НОМОС-Банк». | [ 3 ] [ 4 ] [ 32 ] [ 33 ] [ 34 ]          |
| ОАО «НОМОС-Региобанк»                                                                               | 1990   | 539    | 08.07.2013 | 2137711008500  | Хабаровск   | Нет | Присоединены к ОАО «НОМОС-Банк». | [ 3 ] [ 4 ] [ 35 ] [ 36 ] [ 37 ]          |
| ОАО «Анджибанк»                                                                                     | 1990   | 570    | 19.07.2013 | ОД-380         | Махачкала   | Да  | Неисполнение федеральных законов, регулирующих банковскую деятельность. Крупная недостача наличных денежных средств в кассе. | [ 2 ] [ 3 ] [ 4 ] [ 38 ] [ 39 ] [ 40 ]    |
| НКО «Паритет»                                                                                       | 1992   | 1860-К | 19.07.2013 | ОД-378         | Москва      | Да  | Неисполнение федеральных законов, регулирующих банковскую деятельность. Нарушение правил ведения бухгалтерского учета. Недостоверность отчётности. | [ 2 ] [ 3 ] [ 4 ] [ 41 ] [ 42 ] [ 43 ]    |
| Август                                                                                              |        |        |            |                |             |     | |                                           |
| ООО КБ «Восточно-европейский банк реконструкции и развития» («ВЕБРР»)                               | 2002   | 3418   | 09.08.2013 | ОД-448         | Москва      | Да  | Неисполнение федеральных законов, регулирующих банковскую деятельность. | [ 2 ] [ 3 ] [ 4 ] [ 44 ] [ 45 ] [ 46 ]    |
| ООО МКБ «Одинцовский Инвестиционный Банк Экономического Развития Центрального Региона» («ОДИНБАНК») | 1995   | 3197   | 09.08.2013 | ОД-449         | Одинцово    | Да  | Неисполнение федеральных законов, регулирующих банковскую деятельность. Неисполнение нормативных актов Банка России. Нарушение требований Федерального закона № 115-ФЗ. | [ 2 ] [ 3 ] [ 4 ] [ 47 ] [ 48 ] [ 49 ]    |
| ООО КБ «Русский Банк Делового Сотрудничества»                                                       | 1994   | 1458   | 12.08.2013 | 2130200038989  | Москва      | Нет | Присоединён к ОАО «Социнвестбанк». | [ 3 ] [ 4 ] [ 50 ] [ 51 ] [ 52 ]          |
| ООО КБ «Муниципальный инвестиционный строительный банк» («Инстройбанк»)                             | 1994   | 2743   | 22.08.2013 | ОД-548         | Москва      | Да  | Неисполнение федеральных законов, регулирующих банковскую деятельность. Неисполнение нормативных актов Банка России. Низкая достаточность капитала банка. Недостаточный размер собственных средств. | [ 2 ] [ 3 ] [ 4 ] [ 53 ] [ 54 ] [ 55 ]    |
| ЗАО НКО «Депозитный Кредитный Дом» («ДКД»)                                                          | 2007   | 3474-Д | 22.08.2013 | ОД-549         | Москва      | Нет | Отсутствие резервов. Низкая достаточность капитала банка. Недостаточный размер собственных средств. | [ 2 ] [ 3 ] [ 4 ] [ 56 ] [ 57 ] [ 58 ]    |
| Сентябрь                                                                                            |        |        |            |                |             |     | |                                           |
| ОАО КБ «Региональный Кредитный Банк»                                                                | 1991   | 1608   | 09.09.2013 | 21350000311153 | Калининград | Нет | Присоединён к ОАО «Коммерческий банк „ЕвроситиБанк“». | [ 3 ] [ 4 ] [ 59 ] [ 60 ] [ 61 ]          |
| ЗАО АКБ «Европейский Индустриальный Банк» («ЕИБ»)                                                   | 1993   | 2503   | 10.09.2013 | ОД-603         | Москва      | Да  | Неисполнение федеральных законов, регулирующих банковскую деятельность. Неисполнение нормативных актов Банка России. | [ 2 ] [ 3 ] [ 4 ] [ 62 ] [ 63 ] [ 64 ]    |
| ЗАО АКБ «Басманный»                                                                                 | 1992   | 2158   | 19.09.2013 | ОД-635         | Москва      | Да  | Неисполнение федеральных законов, регулирующих банковскую деятельность. Неисполнение нормативных актов Банка России. | [ 2 ] [ 3 ] [ 4 ] [ 65 ] [ 66 ] [ 67 ]    |
| ООО КБ «Транспортный инвестиционный банк» («Трансинвестбанк»)                                       | 1995   | 3238   | 19.09.2013 | ОД-636         | Москва      | Да  | Неисполнение федеральных законов, регулирующих банковскую деятельность. Неисполнение нормативных актов Банка России. | [ 2 ] [ 3 ] [ 4 ] [ 68 ] [ 69 ] [ 70 ]    |
| ООО «Бизнесбанк»                                                                                    | 1994   | 2862   | 19.09.2013 | ОД-637         | Махачкала   | Да  | Неисполнение федеральных законов, регулирующих банковскую деятельность. Неисполнение нормативных актов Банка России. | [ 2 ] [ 3 ] [ 4 ] [ 71 ] [ 72 ] [ 73 ]    |
| ОАО «Акционерный банк „Пушкино“»                                                                    | 1992   | 391    | 30.09.2013 | ОД-673         | Пушкино     | Да  | Неисполнение федеральных законов, регулирующих банковскую деятельность, и нормативных актов Банка России. Нарушение требований Федерального закона № 115-ФЗ. | [ 2 ] [ 3 ] [ 4 ] [ 74 ] [ 75 ] [ 76 ]    |
| Октябрь                                                                                             |        |        |            |                |             |     | |                                           |
| ОАО «Сведбанк»                                                                                      | 1994   | 3064   | 01.10.2013 | 2147711010071  | Москва      | Нет | Лицензия аннулирована на основании статьи 23 Федерального закона «О банках и банковской деятельности» в связи с решением акционера о прекращении деятельности в порядке ликвидации согласно статье 61 Гражданского кодекса России. | [ 3 ] [ 4 ] [ 77 ] [ 78 ] [ 79 ]          |
| ООО КБ «Национальный Республиканский Банк»                                                          | 2000   | 3359   | 07.10.2013 | ОД-709         | Москва      | Нет | Неисполнение федеральных законов, регулирующих банковскую деятельность. Неисполнение нормативных актов Банка России. | [ 2 ] [ 3 ] [ 4 ] [ 80 ] [ 81 ] [ 82 ]    |
| ОАО АКБ «Банк развития региона» («БРР»)                                                             | 1997   | 3315   | 14.10.2013 | ОД-747         | Владикавказ | Да  | Неисполнение федеральных законов, регулирующих банковскую деятельность. Неисполнение нормативных актов Банка России. Низкая достаточность капитала банка. Недостаточный размер собственных средств. | [ 2 ] [ 3 ] [ 4 ] [ 83 ] [ 84 ] [ 85 ]    |
| ООО «Тверской Коммерческий Банк „КБЦ“»                                                              | 1990   | 914    | 14.10.2013 | ОД-749         | Тверь       | Да  | Неисполнение федеральных законов, регулирующих банковскую деятельность. Неисполнение нормативных актов Банка России. Нарушение требований Федерального закона № 115-ФЗ. | [ 2 ] [ 3 ] [ 4 ] [ 86 ] [ 87 ] [ 88 ]    |
| ОАО «Принтбанк»                                                                                     | 1990   | 546    | 25.10.2013 | ОД-786         | Москва      | Да  | Нарушение требований Федерального закона № 115-ФЗ. | [ 2 ] [ 3 ] [ 4 ] [ 89 ] [ 90 ] [ 91 ]    |
| КБ «Первый Экспресс» (ОАО)                                                                          | 1995   | 2327   | 28.10.2013 | ОД-837         | Тула        | Да  | Неисполнение федеральных законов, регулирующих банковскую деятельность. Неисполнение нормативных актов Банка России. Существенная недостоверность отчетных данных. | [ 2 ] [ 3 ] [ 4 ] [ 92 ] [ 93 ] [ 94 ]    |
| Ноябрь                                                                                              |        |        |            |                |             |     | |                                           |
| ОАО «ТрансКредитБанк»                                                                               | 1992   | 2142   | 01.11.2013 | 2137711013911  | Москва      | Нет | Присоединён к ЗАО «ВТБ24». | [ 3 ] [ 4 ] [ 95 ] [ 96 ] [ 97 ]          |
| ОАО «Межрегиональный Волго-Камский банк реконструкции и развития» («Волго-Камский банк»)            | 1990   | 282    | 01.11.2013 | ОД-881         | Самара      | Да  | Неисполнение федеральных законов, регулирующих банковскую деятельность. Неисполнение нормативных актов Банка России. Потеря ликвидности. | [ 2 ] [ 3 ] [ 4 ] [ 98 ] [ 99 ] [ 100 ]   |
| ООО «Коммерческий банк строительной индустрии „Стройиндбанк“»                                       | 1991   | 155    | 01.11.2013 | ОД-883         | Москва      | Нет | Неисполнение федеральных законов, регулирующих банковскую деятельность, и нормативных актов Банка России. Нарушение требований Федерального закона № 115-ФЗ. | [ 2 ] [ 3 ] [ 4 ] [ 101 ] [ 102 ] [ 103 ] |
| ЗАО "КБ «Ураллига»                                                                                  | 1991   | 1626   | 20.11.2013 | ОД-917         | Челябинск   | Да  | Неисполнение федеральных законов, регулирующих банковскую деятельность. Неисполнение нормативных актов Банка России. Низкая достаточность капитала банка. Недостаточный размер собственных средств. | [ 2 ] [ 3 ] [ 4 ] [ 104 ] [ 105 ] [ 106 ] |
| ОАО КБ «Мастер-банк»                                                                                | 1992   | 2176   | 20.11.2013 | ОД-919         | Москва      | Да  | Неисполнение федеральных законов, регулирующих банковскую деятельность. Неисполнение нормативных актов Банка России. Существенная недостоверность отчетных данных. Нарушение требований Федерального закона № 115-ФЗ. | [ 2 ] [ 3 ] [ 4 ] [ 107 ] [ 108 ] [ 109 ] |
| ООО КБ «Нафтабанк»                                                                                  | 1990   | 715    | 28.11.2013 | ОД-945         | Махачкала   | Да  | Несоблюдение введенных ограничений на осуществление отдельных банковских операций. Нарушение порядка составления и сроков представления отчетности. | [ 2 ] [ 3 ] [ 4 ] [ 110 ] [ 111 ] [ 112 ] |
| ООО КБ «Контраст-банк»                                                                              | 1994   | 2857   | 29.11.2013 | 2137711015231  | Москва      | Нет | Присоединён к ООО «Инресбанк». | [ 3 ] [ 4 ] [ 113 ] [ 114 ] [ 115 ]       |
| Декабрь                                                                                             |        |        |            |                |             |     | |                                           |
| ООО «Коммерческий Волжский социальный банк» («ВСБ»)                                                 | 1993   | 2428   | 02.12.2013 | ОД-961         | Самара      | Да  | Неисполнение федеральных законов, регулирующих банковскую деятельность. Неисполнение нормативных актов Банка России. Низкая достаточность капитала банка. Недостаточный размер собственных средств. | [ 2 ] [ 3 ] [ 4 ] [ 116 ] [ 117 ] [ 118 ] |
| ОАО АКБ «Инвестбанк»                                                                                | 1991   | 107    | 13.12.2013 | ОД-1024        | Москва      | Да  | Неисполнение федеральных законов, регулирующих банковскую деятельность. Неисполнение нормативных актов Банка России. Существенная недостоверность отчётности. Трудности в исполнении обязательств перед клиентами. Неудовлетворительное качество активов.                                                                                                 | [ 2 ] [ 3 ] [ 4 ] [ 119 ] [ 120 ] [ 121 ] |
| ОАО «Смоленский Банк»                                                                               | 1992   | 2029   | 13.12.2013 | ОД-1028        | Смоленск    | Да  | Несвоевременное исполнение обязательств перед кредиторами и вкладчиками. Неудовлетворительное качество активов. | [ 2 ] [ 3 ] [ 4 ] [ 122 ] [ 123 ] [ 124 ] |
| ЗАО АБ «Банк проектного финансирования» («БПФ»)                                                     | 1991   | 1677   | 13.12.2013 | ОД-1026        | Москва      | Да  | Неисполнение федеральных законов, регулирующих банковскую деятельность. Неисполнение нормативных актов Банка России. Неспособность удовлетворить требования кредиторов. Потеря ликвидности. | [ 2 ] [ 3 ] [ 4 ] [ 125 ] [ 126 ] [ 127 ] |
| ЗАО «Инновационный строительный банк „Башинвест“»                                                   | 1992   | 2189   | 20.12.2013 | 2137711016133  | Уфа         | Нет | Присоединён к ОАО «Бинбанк». | [ 3 ] [ 4 ] [ 128 ] [ 129 ] [ 130 ]       |
| ООО КБ «Рублевский»                                                                                 | 1992   | 2192   | 24.12.2013 | ОД-1072        | Москва      | Нет | Неисполнение федеральных законов, регулирующих банковскую деятельность. Неисполнение нормативных актов Банка России. Неспособность удовлетворить требования кредиторов. Потеря ликвидности. | [ 2 ] [ 3 ] [ 4 ] [ 131 ] [ 132 ] [ 133 ] |
| ОАО Банк «Аскольд»                                                                                  | 1993   | 2480   | 24.12.2013 | ОД-1074        | Смоленск    | Да  | Неисполнение федеральных законов, регулирующих банковскую деятельность. Неисполнение нормативных актов Банка России. Низкая достаточность капитала банка. Недостаточный размер собственных средств. Решение об отзыве стало следствием ранее принятого решения об отзыве лицензии у ОАО «Смоленский Банк», дочерней компанией которого являлся «Аскольд». | [ 2 ] [ 3 ] [ 4 ] [ 134 ] [ 135 ] [ 136 ] |

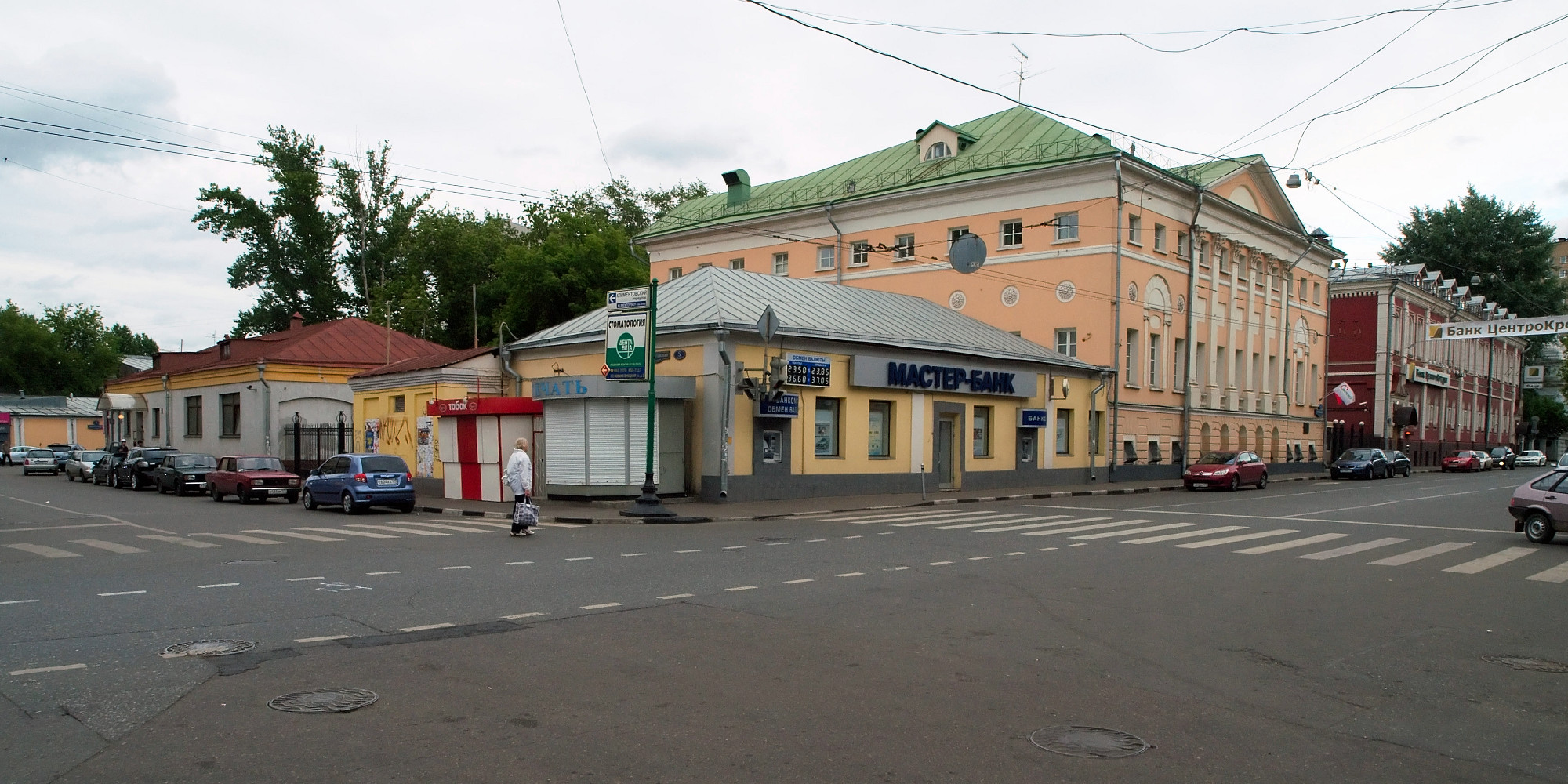
Офис «Мастер-Банка» на углу Пятницкой улицы и Климентовского переулка в Москве

## Статистика

### Закрытие по месяцам
| Закрытие по месяцам | Закрытие по месяцам | Закрытие по месяцам | Закрытие по месяцам | Закрытие по месяцам |
| Месяц               |                     |                     |                     | Количество          |
| ------------------- | ------------------- | ------------------- | ------------------- | ------------------- |
| Январь              |                     |                     | 1                   |                     |
| Февраль             |                     |                     | 0                   |                     |
| Март                |                     |                     | 3                   |                     |
| Апрель              |                     |                     | 0                   |                     |
| Май                 |                     |                     | 0                   |                     |
| Июнь                |                     |                     | 3                   |                     |
| Июль                |                     |                     | 6                   |                     |
| Август              |                     |                     | 5                   |                     |
| Сентябрь            |                     |                     | 6                   |                     |
| Октябрь             |                     |                     | 6                   |                     |
| Ноябрь              |                     |                     | 7                   |                     |
| Декабрь             |                     |                     | 7                   |                     |

### Причины закрытия
| Причины закрытия | Причины закрытия | Причины закрытия | Причины закрытия | Причины закрытия |
| Причина |                  |                  |                  | Количество       |
| --- | ---------------- | ---------------- | ---------------- | ---------------- |
| Нарушение банковского законодательства (п. 6 ч. 1 ст. 20 Федерального закона «О банках и банковской деятельности») |                  |                  | 30               |                  |
| Нарушение требований ст. 6 и 7 Федерального закона № 115-ФЗ (п. 6 ч. 1 ст. 20 Федерального закона «О банках и банковской деятельности»)                                                                                  |                  |                  | 8                |                  |
| Существенная недостоверность отчетности (п. 3 ч. 1 ст. 20 Федерального закона «О банках и банковской деятельности») |                  |                  | 7                |                  |
| Размер собственных средств ниже минимального значения уставного капитала (п. 2 ч. 2 ст. 20 Федерального закона «О банках и банковской деятельности»)                                                                     |                  |                  | 6                |                  |
| Достаточность капитала ниже 2 % (п. 1 ч. 2 ст. 20 Федерального закона «О банках и банковской деятельности») |                  |                  | 5                |                  |
| Неисполнение требований кредиторов (п. 4 ч. 2 ст. 20 Федерального закона «О банках и банковской деятельности») |                  |                  | 2                |                  |
| Задержка представления отчетности (п. 4 ч. 1 ст. 20 Федерального закона «О банках и банковской деятельности») |                  |                  | 1                |                  |
| Осуществление операций, не предусмотренных лицензией (п. 5 ч. 1 ст. 20 Федерального закона «О банках и банковской деятельности»)                                                                                         |                  |                  | 1                |                  |
| Неисполнение в срок требований Банка России о приведении в соответствие величины уставного капитала и размера собственных средств (капитала) (п. 3 ч. 2 ст. 20 Федерального закона «О банках и банковской деятельности») |                  |                  | 1                |                  |

### Комментарии
1. ↑  По инициативе Банка России, согласно требований статьи 20 Федерального закона «О банках и банковской деятельности».
2. ↑  По инициативе собственников компании или в порядке её реорганизации.
3. ↑  Самые масштабные на момент 2013 года.